# Stenkusten, Öland

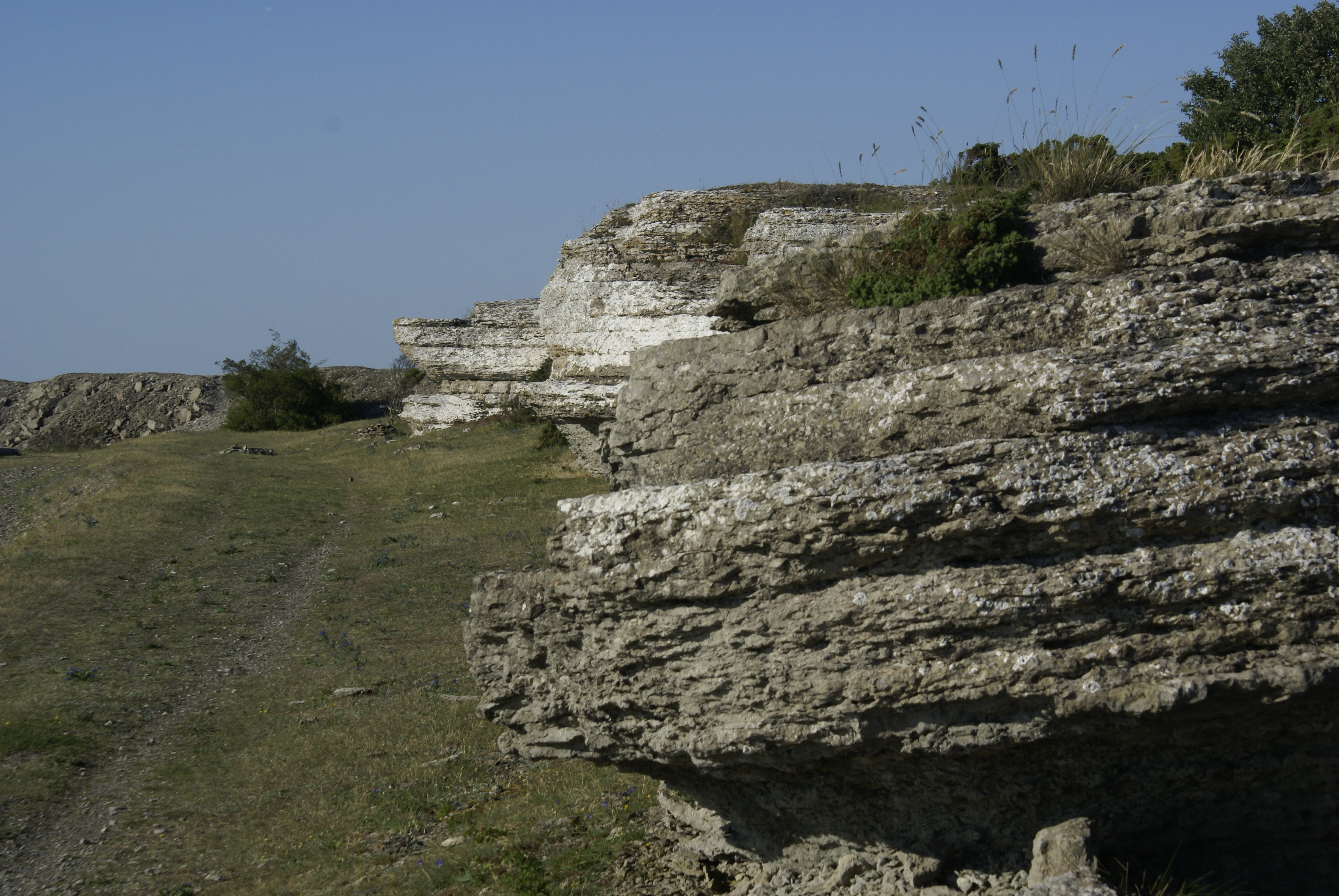
Gillberga raukar

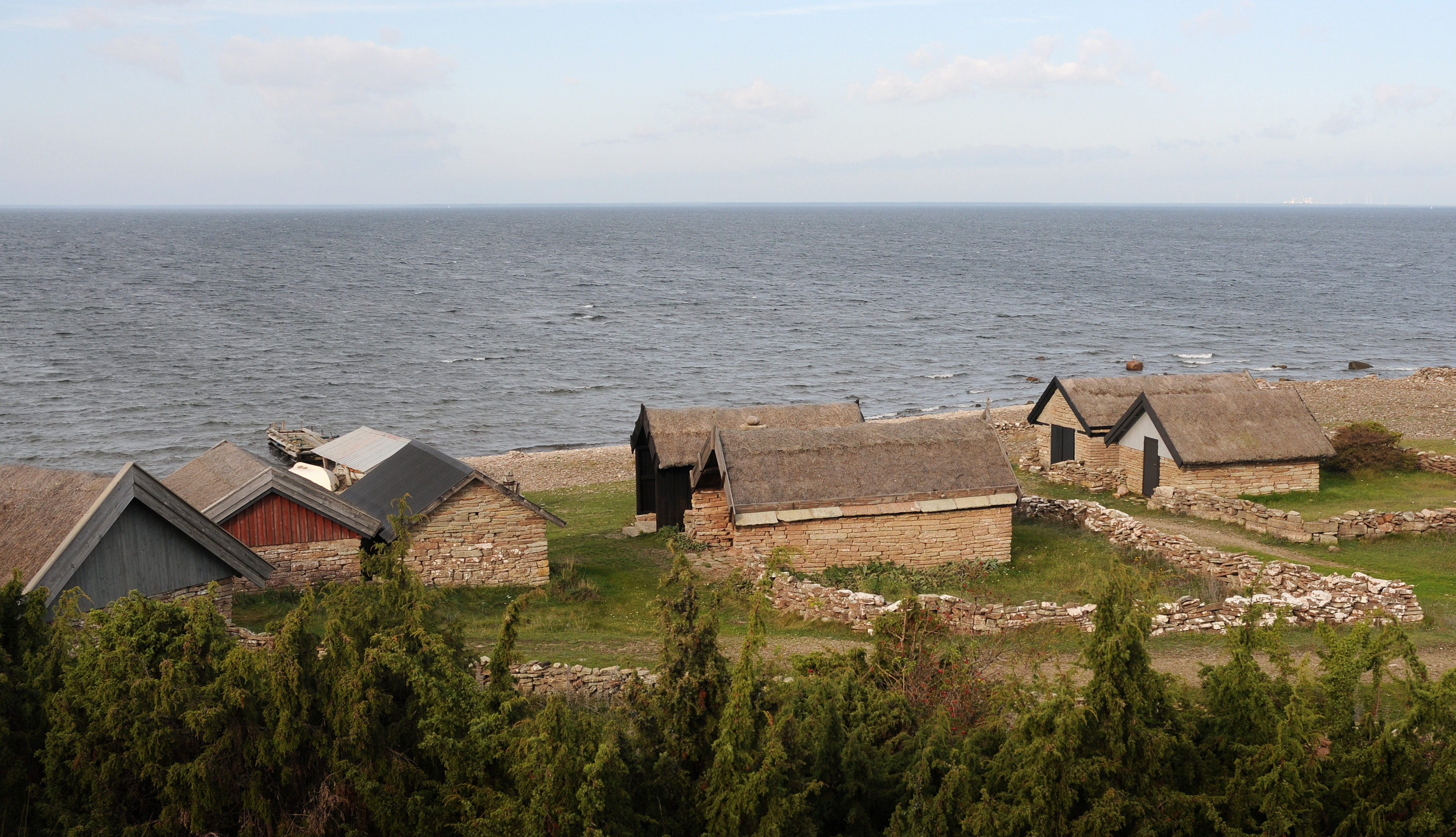
Bruddesta fiskeläge

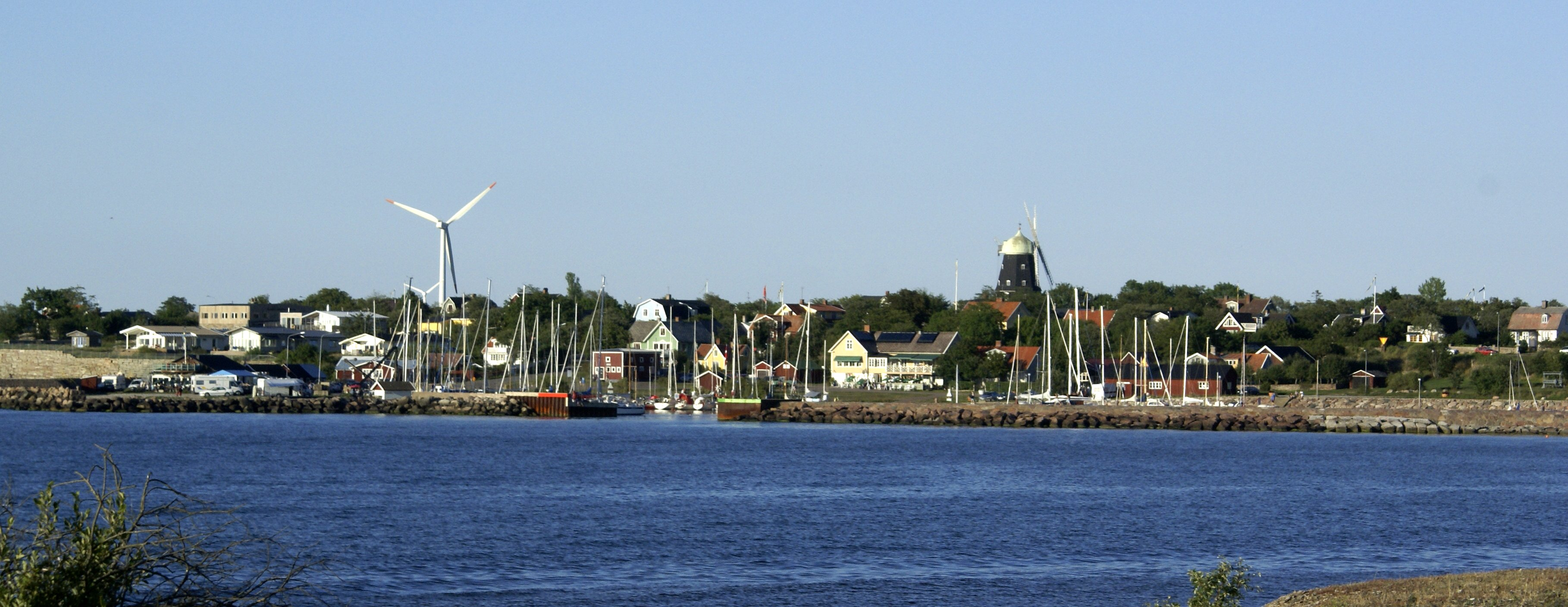
Sandvik

Stenkusten är en 34 kilometer lång kuststräcka mellan Äleklinta och Byrum på Öland inom Borgholms kommun. Den berör Alböke, Föra, Persnäs, Källa och Högby socknar. 
På landborgskrönet går en liten grusväg, utmed vilken det finns sjöbodar, rester från gammal stenindustri, pågående stenbrott och gravfält. De näringar som präglat utvecklingen på norra Öland var boskapsskötsel, fiske och sjöfart samt brytning av ölandskalksten. Stenhantering har funnits vid Stenkusten sedan Medeltiden. Stenkusten har traditionellt till stor del varit betesmarker, vilka till stor del fortfarande hävdas genom bete.
Utmed kusten ligger bland annat Bruddesta fiskeläge, som är ett byggnadsminne. Det finns också äldre sjöbodar nedanför landborgen i Grönvik och Djupvik.  I Lofta finns stora stenbrott med pågående drift. Naturreservatet Knisa mosse är en av landhöjningen avsnörd, tidigare havsvik. 
Det tidigare fiskeläget och stenutskeppningshamnen Sandvik är den största orten vid Stenkusten. Där finns också stenförädlingsverksamhet som bedrivs av Ölandssten AB. Norr om Grytehamn  har byarna Gillberga och Hagelstad sina sjöbodar på en gemensam plats.